# SS Athenic (1902)
SS Athenic byl parník společnosti White Star Line vybudovaný v loděnicích Harland & Wolff v Belfastu. Sloužil jako nákladní loď s chladicím zařízením, takže mohl převážet i zmražené maso, ale měl i prostory pro cestující. Na svou první plavbu z Londýna přes Kapské Město do Wellingtonu vyplul 13. února 1902. Na této trase sloužil až do roku 1917. Od roku 1920 sloužil na trase Londýn (později Liverpool) - Panama - Wellington a 3. května 1920 zachránil posádku z lodi společnosti Munson line Munamar, která ztroskotala poblíž San Salvadoru. Na svou poslední plavbu Liverpool - Wellington vyplul 18. října 1927. V květnu 1928 byl prodán Brunn & von der Lippe, upraven na velrybářskou loď. Byl předán do vlastnictví Hvalfangerselskapet Pelagos A/S a přejmenován na Pelagos. V roce 1941 byl dostižen a zajat Němci a přestavěn na tanker, který by doplňoval palivo jejich ponorkám. V roce 1942 byl napaden a potopen ponorkou U-69. V roce 1945 ho Norové vyzvedli, opravili a přestavěli na osobní loď. Sloužil až do roku 1962, kdy byl v Hamburku sešrotován.